# 八剣宮
- 八劔宮

八剣宮（はっけんぐう）は、愛知県名古屋市熱田区にある神社。熱田神宮別宮で、境内摂社。『延喜式神名帳』の尾張国愛智郡「八剣神社」に比定される式内社。

## 祭神

### 主祭神
- 熱田大神（あつたのおおかみ）
  - 三種の神器の1つ・草薙神剣（くさなぎのみつるぎ、草薙剣・天叢雲剣とも）[注釈 1]を神体とする天照大神を指すとしている。

### 相殿神
- 天照大神（あまてらすおおかみ）
- 素盞嗚尊（すさのおのみこと）
- 日本武尊（やまとたけるのみこと）
- 宮簀媛命（みやすひめのみこと）
- 建稲種命（たけいなだねのみこと）

## 歴史
708年（和銅元年）に元明天皇が草薙剣盗難事件を受けて宝剣を新たに鋳造して奉納したのが創建という。平安中期成立の『延喜式神名帳』に尾張国愛智郡「八剣神社」として記載がある。神階については『尾張国神名帳』貞治本に「正一位　八劔名神」、元亀本に「正一位上　八劔大明神」とある。
鎌倉期には熱田神宮の鎮皇門の南東にあったらしく、文暦年間頃成立の『尾張親継申状案断簡』に日割宮とともに火災が起きた記録が残っている。戦国期には武家の崇敬を受け、織田信長や徳川家康らが社殿の造営を行っている。
江戸時代には「八剣名神」「八剣大明神」と呼ばれ、現在よりやや東方にあった。1686年（貞享3年）に徳川綱吉が本殿の造替を行った等の記録がある。
1880年（明治13年）に別宮「八剣宮」と改称された。1893年（明治26年）の社殿建替えの際に現在地に移った。建築様式をはじめ、年間の祭典・神事に至るまで全て熱田神宮本宮に準じて執り行われている。

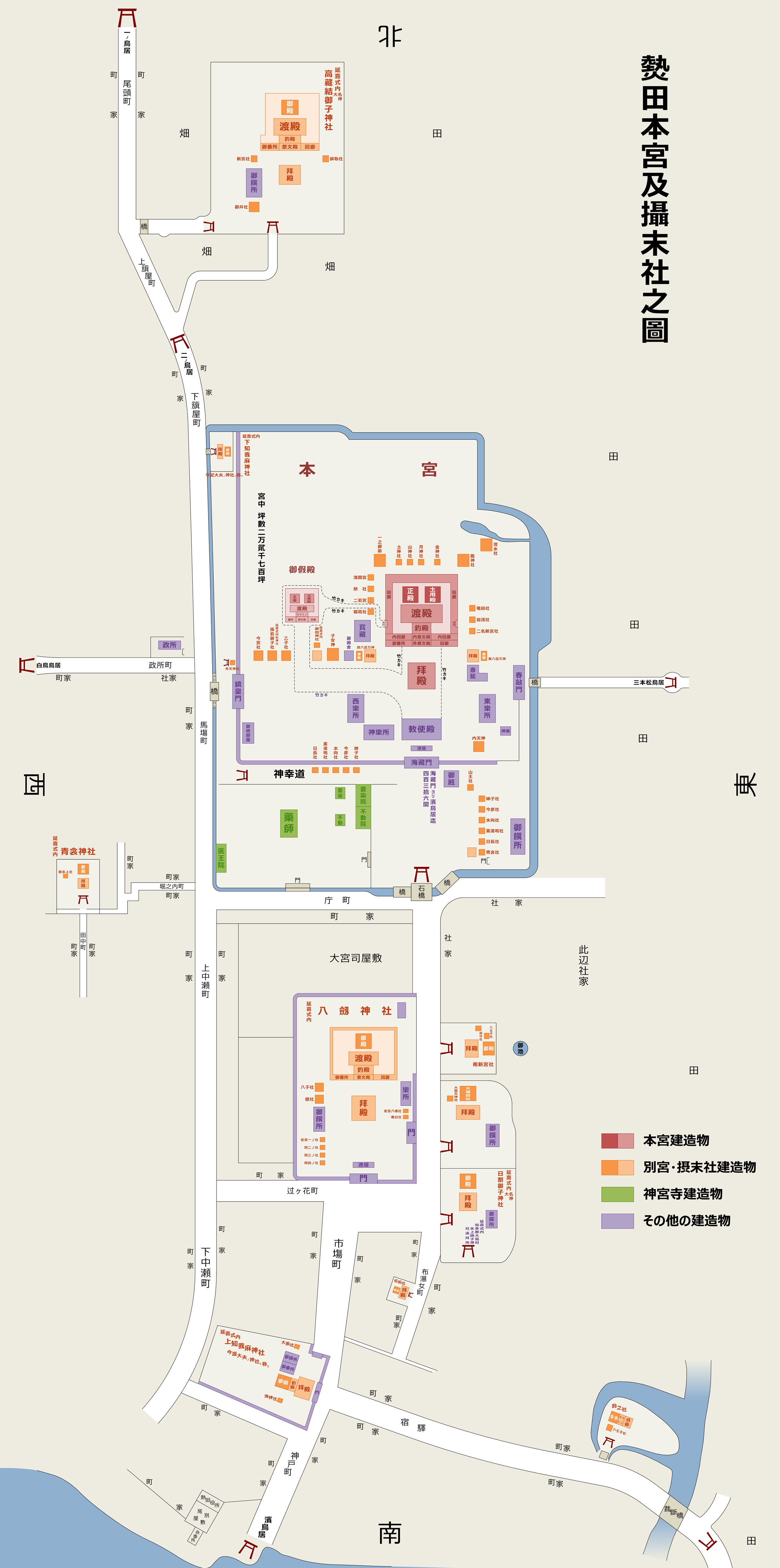
江戸末期の熱田神宮摂社の配置

## 所在地
- 愛知県名古屋市熱田区神宮一丁目1-1。熱田神宮境内にある。

## 交通アクセス
いずれも徒歩圏内。

### 鉄道
- 正門（南門）の最寄りは、名古屋市営地下鉄名城線 熱田神宮伝馬町駅の「出入口1」。
- 名鉄名古屋本線・常滑線 神宮前駅。
- 名古屋市営地下鉄名城線 熱田神宮西駅。
- JR東海道本線 熱田駅。

### 路線バス
- 名古屋市営バス - 「神宮東門」・「熱田伝馬町」・「熱田駅西」・「熱田区役所」・「名鉄神宮前」バス停下車 。いずれも下車後徒歩ですぐ。

### 車
- 駐車場 - 有り。正月三が日（1月1日から1月3日）は関係者のみ。

## 周辺
- 宮宿 - 東海道五十三次の41番目宿場。熱田神宮の門前町。
- 白鳥古墳 - 日本武尊の陵墓と伝える。
- 断夫山古墳 - 東海地方最大の前方後円墳。宮簀媛の墓と伝える。
- 松姤神社 - 熱田神宮摂社。熱田神宮正門近くの国道1号沿いにある。